# Funny Frankestein
Funny Frankestein è un film grottesco-erotico del 1982 diretto da Mario Bianchi con lo pseudonimo di Alan W. Cools.
Il film è conosciuto anche con il titolo Agnese e... o Agnese e... la dottoressa di campagna. È stato distribuito in doppia versione, soft e hard.

## Colonna sonora
La musica che si sente durante il rito a luci rosse è The Shining Main Theme, colonna sonora del film Shining di Stanley Kubrick.